# 西南水芹
西南水芹（学名：Oenanthe dielsii）是伞形科水芹属的植物。分布在中国大陆的四川、陕西、浙江、江西、广西等地，生长于海拔750米至2,000米的地区，常生于山谷林下阴湿地、山坡及溪旁，目前尚未由人工引种栽培。

## 别名
野芹菜（江西），野芫荽（广西），细叶水芹（秦岭植物志）

## 异名
- Oenanthe dielsii de Boiss. ssp. thomsonii (C. B. Clarke) C. Y. Wu et Pu
- Oenanthe dielsii de Boiss. var. stenophylla (de Boiss.) C. Y. Wu et Pu
- Oenanthe thomsonii C. B. Clarke